# Sixthaselbach

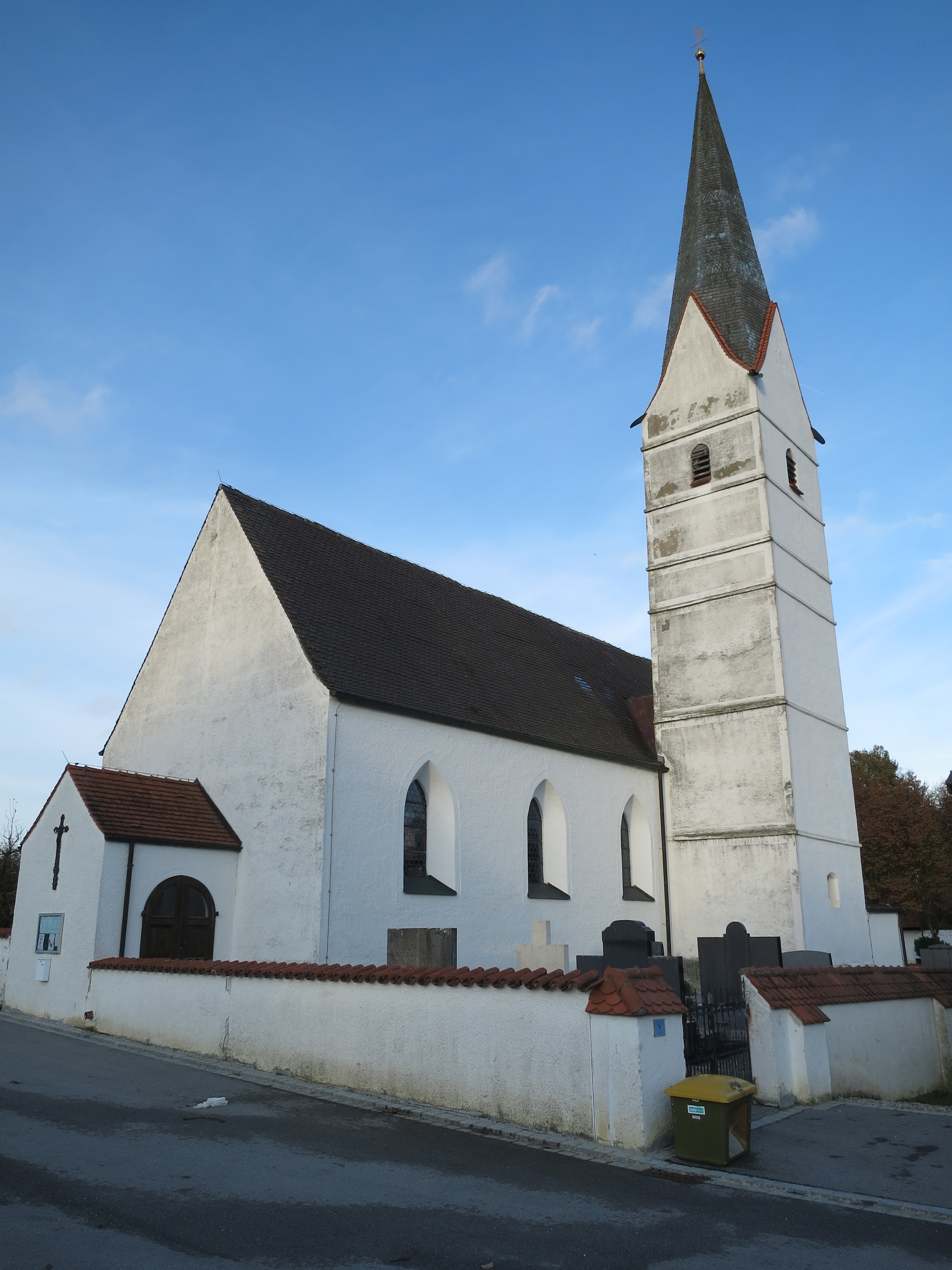
Katholische Filialkirche St. Sixtus in Sixthaselbach

Sixthaselbach ist ein Kirchdorf und Ortsteil der Gemeinde Wang  im oberbayerischen Landkreis Freising.

## Geschichte
Der Ort Sixthaselbach wird vermutlich bereits in einer Urkunde Herzog Tassilos II. (717 bis 719) erwähnt. 1484 wird der Ort dann als Sitz einer Obmannschaft der Herrschaft Inkofen genannt.
Die Filialkirche St. Sixtus in Sixthaselbach wurde in der zweiten Hälfte des 15. Jahrhunderts erbaut.  Der Ort gehörte seit dem Gemeindeedikt von 1818 zur politischen Gemeinde Inzkofen und kam am 1. Mai 1978 mit Inzkofen zur Gemeinde Wang.